# Труниловский овраг
Труниловский овраг в городе Уфе, разделяющий Труниловскую и Архиерейскую слободы, в начале улицы Цюрупа. По оврагу к реке Белой спускается Аджарская улица, и заканчивается Благовещенской улицей. Над оврагом находится мемориальный дом-музей А. Э. Тюлькина.

## История
В предреволюционные годы здесь, во главе с Д. Бурлюком, собирались на этюды уфимские художники.
До 1920-х годов улица Павлуновского называлась Труниловской (Труниловский овраг). Также, до 1950-х годов Аджарская улица называлась Труниловский овраг.